# László József (esperes)
László József (Padány, 1812. február 27. – Kocs, 1899. július 4.) királyi tanácsos, református esperes-lelkész.

## Élete
Közbirtokos szülők gyermeke. Az I. latin osztályt a szülői háznál tanulta. 1824. november 1-jén Pápán a II. osztályba vették fel és ott végezte a többi osztályokat. A bölcselet hallgatása idején több úri család gyermekei mellett mint magántanító működött. Elvégezve a teologiát, gimnaziális tanárrá nevezték ki és a költészeti osztályban tanított 1837-1838-ban. 1838-ban a kocsi (Komárom megye) református egyház első tanítói állására küldték. 1841 szeptemberében bevégezte akademikus tanítóságát, majd Pápára ment a lelkészjelölti vizsgák letételére, azután nyomban Bécsbe indult és innét április 10-én Halléba, ahová 23-án érkezett és ott töltött az egyetemen egy évet. 1843. március 15-én utazott vissza és Németország nevezetesebb városait látogatva, április 14-én érkezett Kocsra, ahol segédlelkész volt 1845-ig, amikor főnökét Nagy Mihályt püspökké választották, a község őt választotta meg lelkészének. Tíz év alatt az egyház ügyeit rendezte, adósságait törlesztette és épületeit jó karba helyezte. 1848-ban a Jellacsicsot üldöző magyar sereg előkelőit magyar vendégszeretettel fogadta; ezért és mert a függetlenségi nyilatkozatot a templomi szószéken kihirdette, 1849-ben bujdosnia kellett; azonban Haynau emberei elfogták és Nagyigmándra Susan tábornok elé vitték, aki ötven botot veretett reá. Sebeivel a pozsonyi kórházba vitték és november 5-én bocsátották szabadon. A lelkészvizsgáló bizottság tagjává és 1858-ban a tatai egyházkerület aljegyzőjévé választatott. Mint társiskolalátogató a legszorgalmasabb tanítónak évenkénti jutalmazására két aranyat ajánlott fel. 1860-ban esperes lett. Részt vett a pátens elleni mozgalmakban és annak visszavonása idején négy egyházkerületben tartott konferenciákon. 1874-ben a dunántuli református egyházkerület pápai főiskolájának gondnoka lett. 1872. szeptember 29-én ünnepelte meg Kocson hivataloskodásának negyvenedik évfordulóját, mely alkalommal az egyházi elöljáróság, többnyire már tanítványai, 130 forintos díszkötésű bibliával tisztelték meg és 1881 októberében az egyházkerület kiküldte zsinati képviselőnek Debrecenbe. Végrendeletében összes szerzeményének, mely 70 ezer forint értéket képvisel, főörökösévé a pápai református leánynevelő intézetet tette; ezer forintot a Pápán tanuló szegény kocsi fiúk javára hagyott.
Költeményei vannak az Örvendező versek, mellyek ... Szilassy József úrnak a magyar szent korona egyik őrévé Pozsonyban az 1835. eszt. lett elválasztása alkalmatosságával bényújtattak a pápai ref. collegiumban tanuló ifjuság által. Veszprém és Hálakoszorú ... id. Kazay Gábor úrnak és élete párjának siskei Oroszy Juliannának ... Pápa, 1838. c. munkákban; cikkei és egyházi beszédei a Fördős Lajos szerk. Papi Dolgozatokban (Kecskemét VII. VIII. X. 1856-1857.) és a protestáns lapokban.

## Műve
- Gyászbeszéd ... gróf Teleki László emlékére a tatai ev. ref. egyház 1861. jún. 11. gyászünnepe alkalmával. Pápa, 1861.